# Polyrhachis cornuta
Polyrhachis cornuta är en myrart som beskrevs av Hermann Stitz 1910. Polyrhachis cornuta ingår i släktet Polyrhachis och familjen myror. Inga underarter finns listade i Catalogue of Life.